# 國際數學奧林匹克香港委員會
國際數學奧林匹克香港委員會（英語：International Mathematical Olympiad Hong Kong Committee，簡稱IMOHKC），是香港的民間教育組織，負責培訓中學數學資優生，挑選參加每年國際數學奧林匹克（IMO）的中國香港代表隊隊員。委員會由時任香港數學學會主席的岑嘉評博士在1985年提議成立，並在次年正式成立，隸屬於香港數學學會。國際數學奧林匹克香港委員會也主辦1994年及2016年的國際數學奧林匹克，迎接來自世界數十至一百多個國家及地區的代表隊來到香港比賽，而在2001年也舉辦了中國數學奧林匹克。
國際數學奧林匹克香港委員會在2013年轉為有限公司，並在2014年獲得批准成為慈善機構。

## 中國香港代表隊的甄選
1987年，IMO香港委員會首次選拔學生進行培訓，1988年選出6名學生首次組成香港隊參加IMO，只比中國大陸晚3年參賽，是兩岸四地第二個參賽地區。每年5月委員會舉辦國際數學奧林匹克香港選拔賽，從中選出優秀學生參加該會舉辦的一年的培訓課程，教授平面幾何、組合數學、初等數論、各種不等式等中學不教的初等數學，以及講解競賽題目的技巧。培訓其間會進行幾次選拔測驗，包括在11月底或12月初舉行的中國香港數學奧林匹克，及3月舉行的亞太區數學奧林匹克（APMO，香港自1989年首屆起參加）競賽。委員會按測驗成績，決定代表香港參賽的6名正選隊員，以及6名候補隊員。早年的選拔賽頒獎暨香港隊授旗典禮，都在中環永隆銀行大廈21樓大禮堂或恆生銀行總行頂層的禮堂舉行。此外，委員會也會選派學生參加中國數學奧林匹克、中國女子數學奧林匹克及中國西部數學邀請賽。
香港學生即使入選為隊員，也不能像中國大陸和台灣地區的集訓學生一樣，獲得保送入大學，或有任何升大學的優待政策，而必須像其他學生一樣考公開試。因此除暑假外，訓練都只在週六進行，不能調整學校學習以遷就。因此，香港的學生和教師始終沒有很積極參與奧數。
普通課程範圍的數學，對數學資優生而言往往太簡單枯燥，IMO香港委員會的培訓，多年來是唯一向資優生教授普通課程之外的數學的課程，是香港資優教育的先驅。政府官方要等到1990年教育統籌委員會第四號報告書，才首次提出香港需要資優教育，又提到當時香港有人反對資優教育，以為沒有需要。香港向來沒有其他給中學數學資優生的培訓班，直至2001年才有大學數學系開辦中學生資優數學課程。2007年香港資優教育學苑成立，協助IMO香港委員會培訓數學尖子。

### 反駁奧數無用論
香港出身的大數學家丘成桐，曾多次表示奧數無用。2002年，香港隊獲得IMO首面金牌，IMO開始受到香港社會認識。此時，丘成桐又一次公開批評稱IMO「只注重考試，不能培養研究人才」，得獎者「成就不高，研究範圍狹窄」，「許多一流數學教授都沒參加過」。他的言論引起IMO受訓學生及家長疑慮，詢問委員會是否應繼續受訓。當時香港有幾個小學數學比賽和培訓班，中學階段有由學界舉辦的一些校際數學比賽，但這些比賽一般是數學資優生的課餘活動，和大陸民間的奧數熱，競賽生為訓練奧數犧牲正常學習迥然不同。委員會討論後同意已「忍無可忍」，決定由主席岑嘉評向報章投書四千字長文反駁，指出IMO能提升學生對數學的興趣，發掘未來的數學人才，給尖子展現才能的機會，而藉着奧數培養尖子，也能為香港發展高科技奠定良好基礎；至於尖子能否成為大數學家，要看努力和機遇，況且也不乏得獎者日後成為大數學家或科學家，不能以個別得獎者的表現而批評全部。1994年，IMO籌委會也曾撰文指出，科研工作是艱苦單調，道路漫長，IMO能使有數學天份的青年學生開拓思路和眼界，激勵他們獻身科研，有助壯大科技人才隊伍，而且一個地方的數學教育水平，直接關係其科研素質，因此不少國家和地區都重視IMO培訓工作。
後來，香港家長得知有奧數，視為入讀著名中學的途徑，坊間奧數班逐漸盛行。岑嘉評批評，這些機構大部分是渾水摸魚，不懂得出奧數題，只是拿較高年級甚至是大學數理科的深題目，便當作奧數題；但真正的奧數題，是按學生數理基礎出的巧妙而有趣味的題目，所考驗的並非高深知識，而是靈活運用數學知識解難的能力。他呼籲家長不要強迫孩子學習奧數，及盲目追求艱深，指出這樣會扼殺他們對數學的興趣，適得其反，建議應該由淺入深學習。

## 經費問題
由於香港政府及社會，一直對數學拔尖栽培反應冷淡，國際數學奧林匹克香港委員會成立多年以來，都沒有得到政府任何資助，需要自籌經費應付所有開支，培訓導師包括大學教授、中學教師與前學員，都是義務協助。
1988年第一次組成香港隊參賽，主席岑嘉評多番向教育署官員請求資助，甚至提到香港已接到澳大利亞總理辦公室邀請參賽，但是都被官員拒絕。他為路費苦惱，偶然路過黃大仙祠，入內求問居士，獲慷慨答應幫助，於是1988年至1990年香港隊的機票都由嗇色園資助。香港回歸之前，嗇色園的支持比港英政府還多。岑嘉評透露，2001年教育署（今香港教育局）才首次資助香港隊的機票費，但仍不資助培訓等費用。2002年，岑嘉評就表示，IMO所有參賽國家及地區中，香港是唯一沒有得到政府資助的。後來雖有香港資優教育學苑，特區政府也只限於資助培訓和機票而已，與中國大陸普遍對奧數的熱烈支持，有天壤之別，即便與其他國家及地區政府對奧數的重視相比，也差距甚遠。由於委員會缺乏資源，以致訓練不足，難度不夠，影響香港隊的表現；而香港中小學數學課程愈趨淺易，新高中改革後尤為嚴重，也影響了尖子學生的水平。
香港兩次主辦IMO，委員會都需要負責所有參賽者及領隊等工作人員，在比賽期間的食宿、交通、考察活動等費用。由於缺乏政府與社會各界支持，籌款工作甚為困難，兩次競賽都需要設法縮減開支。
委員會最初希望申辦1997年IMO，作為香港回歸祖國後的首項國際大型活動。1988年9月，香港數學學會向港英政府提出申辦計劃，希望政府支持，並且資助150萬港元，但是港英政府藉口9年後的計劃項目無法確定利弊，拒絕資助。委員會因此放棄申辦1997年IMO，轉為申辦1994年IMO。
1994年第35屆IMO，香港首次獲得主辦權，成為繼1990年北京之後，亞洲第二個舉辦地區。由於港英政府和商界初時都不表態支持，大學校長和高層也只關心院校自身的教研工作，抗拒支持中學生的競賽，香港IMO籌委會因籌款艱難，曾一度考慮放棄主辦。後來時任香港中文大學校董會主席及行政局議員的恆生銀行董事長利國偉，率先捐款二百萬港元支持，並勸說中文大學借出場地及政府當局承擔統籌及後勤工作，而中銀香港和永隆銀行的伍宜孫家族也各捐七十萬，教育署答應支付一些必要開支，培僑中學校友會贊助閉幕晚宴，終於以約三百萬元經費，節約舉辦IMO競賽。沒有任何一間英資公司捐款。中文大學校方認為中學生不應在大學校園舉辦活動，除了在開幕禮作為中文大學校監的港督彭定康發言外，從校長高錕到數學系主任都從不出席任何競賽活動。中文大學也拒絕讓參賽者住校內宿舍（通常IMO參賽者住在舉行競賽的大學的學生宿舍），因此籌委會只能安置他們在度假營，兩日的競賽也因為度假營前往校園的交通阻塞而受到延誤。競賽考試一般在較寬敞的體育館進行，讓各參賽者可以有獨立的桌子，也方便他們在每日長達4小時30分的考試中途上洗手間；然而儘管中文大學有多個體育館，也正值暑假，校方都不借出，參賽者只能在數學系的六個階梯教室（邵逸夫夫人樓LT1至LT6）作賽。因此參賽學生對中文大學的印象都很不好。願意參與競賽工作的大學數學教師也不夠。IMO籌委會慨歎香港的政府和社會都只關注有娛樂性和商業價值的體育活動，而對能發掘和培養科研人才的學科競賽缺乏支持。這次競賽共有69個國家和地區參賽，其中有1隊（智利）首次參賽，參賽者共有385人，當中包括代表伊朗在此次競賽只差1分滿分的金牌得主、後來成為首名女性菲爾茲獎得主的瑪麗安·米爾札哈尼，代表澳大利亞當時年僅12歲的銅牌得主、後來獲得菲爾茲獎的阿克沙伊·文卡泰什，和代表美國的滿分金牌得主、後來成為哈佛大學數學家雅各·盧里（美國隊在此次競賽全員滿分，是IMO史上首次）。
2016年第57屆IMO，香港再次獲得主辦權。因參賽隊伍數目較上次大增，開支有約二千萬港元，而最初預算更達三千萬元，使得香港教育局曾想放棄主辦，被菲律賓官員戲稱，若香港沒錢，菲律賓可以接手舉辦（菲律賓也是該屆的申辦者）。立法會就支持香港舉辦奧數的動議討論時，也有議員反對主辦，張國柱說由香港主辦「或者可以多奪數面獎牌威風數日」，「加劇青少年的升學壓力」，梁耀忠質疑「上次毋須政府支援亦能成功舉辦，為何今次辦不到」。香港郵政因為怕「泛民」反對，只答允出一款IMO紀念郵票。其後香港教育局只資助300萬元。利國偉家族和伍宜孫家庭這次也各捐款300萬元，前特首董建華、銀行家伍步謙、李家傑、2016年IMO榮譽首席顧問葉劉淑儀、中華廠商會會長李秀恆，以及一些慈善基金等也有捐款。香港科技大學也提供比賽場地，安排住宿給所有參賽學生，並贊助部分經費。不過，主席岑嘉評表示有些富豪、著名銀行及大型企業拒絕支持，甚至明言一毛錢也不會捐，例如各隊領隊和教練集體安排入住的酒店，其所屬酒店集團，在委員會幾番爭取下，依然拒絕提供一分錢折扣。他要花費逾半籌備時間於籌款上，目標由3千萬元降至2千萬元，競賽也要設法縮減開支，例如開幕禮從原本的會展改至新伊館。他坦言若是其他國家舉辦，官方必定全力資助，無需大費周章籌款。這屆IMO競賽共有109個國家和地區參賽，其中有7隊（埃及、伊拉克、牙買加、肯尼亞、老撾、馬達加斯加、緬甸）首次參賽，參賽者共有602人，接待人數超過一千人，中國香港代表隊獲得總分第9名的歷來最佳成績。不過，競賽本身未得到香港社會應有的重視，反倒賽後發生一名朝鮮隊員出走事件，才引起香港傳媒和大眾關注。
縱使缺乏官方及社會資助，但IMO香港委員會所舉辦的比賽及培訓都不會收取費用。因為「數學奧林匹克」不是註冊商標，任何機構都能使用，市面有其他以奧數為名的學習班與比賽，質素參差，甚至有不肖業者被投訴，然而這些學習班與比賽，都與IMO香港委員會沒有任何關係。

## 全國青少年數學論壇選拔賽
IMO培訓只限於很少數的學生，且以高中生為主。為了鼓勵更多喜歡數學的學生，自2008年開始，IMO香港委員會也舉辦香港初中數學奧林匹克全國青少年數學論壇選拔賽，給中一至中三學生參加，通過獎勵來激發學生的興趣。這項比賽分為數學解題技能展示比賽、數學建模小論文評選兩項賽事，培養學生數學應用能力。比賽獲得香港廣東社團總會慈善基金贊助。

## 附註
1. ↑  香港隊曾有若干名公開試的狀元，但也曾有隊員，因高考有語文科成績較遜，不能考入大學本科，須先入讀兩年的副學士課程，才能升上科大數學系。相反，香港的運動員卻能免試保送入大學。[8]香港沒有特別為數理尖子的中學，也沒有校內數理資優班，但有特別為體育生而設的中學。
2. ↑  她在1995年IMO獲得滿分。
3. ↑  為了競賽保密性，負責選擇試題及將之翻譯為各自語言的領隊，需與隊員嚴格分開住宿。據愛爾蘭領隊的競賽報告，他們住在九龍海逸君綽酒店。[33]
4. ↑  香港舉辦競賽時，香港的電視台沒有報導，反而半島電視台卻有採訪報導。[39]

## 外部連結
- 國際數學奧林匹克香港委員會（页面存档备份，存于）
- 國際數學奧林匹克香港委員會（前為IMO 2016）的Facebook專頁
- IMO 2016的Instagram帳戶
- IMO 2016的YouTube頻道 （页面存档备份，存于）
- IMO 2016的X（前Twitter）